# متحف تيسكيوين
متحف بيرت فلينت أو متحف تيسكوين هو متحف يقع في مراكش بالقرب من قصر الباهية.

## تاريخ
كان المتحف منزلا سابقا لبيرت فلينت في أوائل القرن 20 بعدها أصبح متحفًا مخصصًا للحرف المغربية منذ عام 1996.
كان بيرت فلينت أستاذًا هولنديًا للتاريخ والفن ومسافرًا مفتونًا بالمغرب وثقافته لأكثر من 50 عامًا.

## المتحف
بالإضافة إلى مجموعاته ، فإن الهندسة المعمارية لهذا السكن هي من النوع فن إسلامي-إسباني. شغوفًا بالفنون الشعبية المغربية ، قام بيرت فلينت بتجميع مجموعة تشمل الآلات الموسيقية والأزياء والمجوهرات والأثاث والسجاد والأواني القديمة والحرف الفنية الأمازيغية، خاصة من سهل سوس و منطقة الصحراء. من خلال مجموعاته ، فإن المساهمة الأفريقية وجنوب الصحراء هي التي أبرزها بيرت فلينت.

## معرض الصور

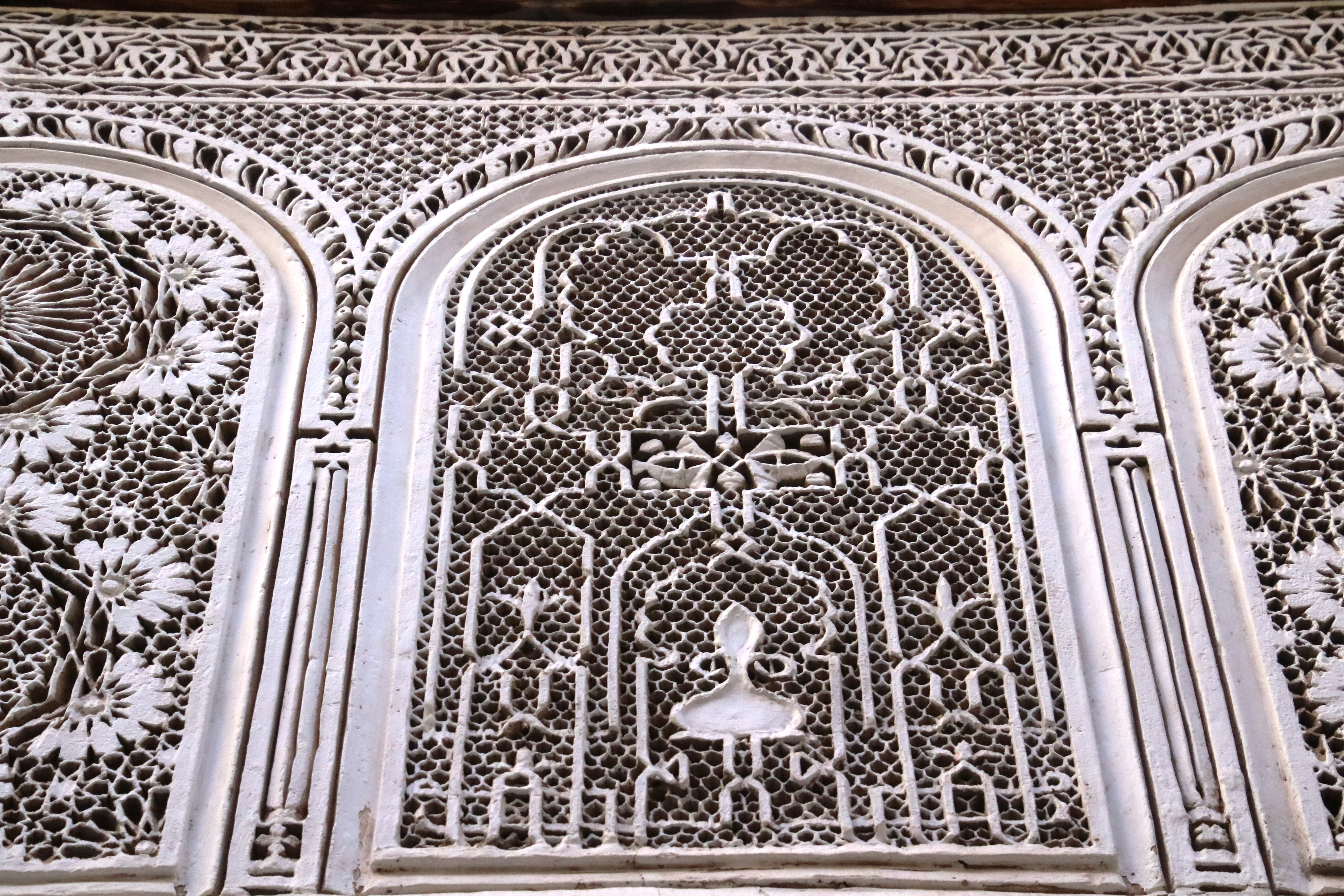
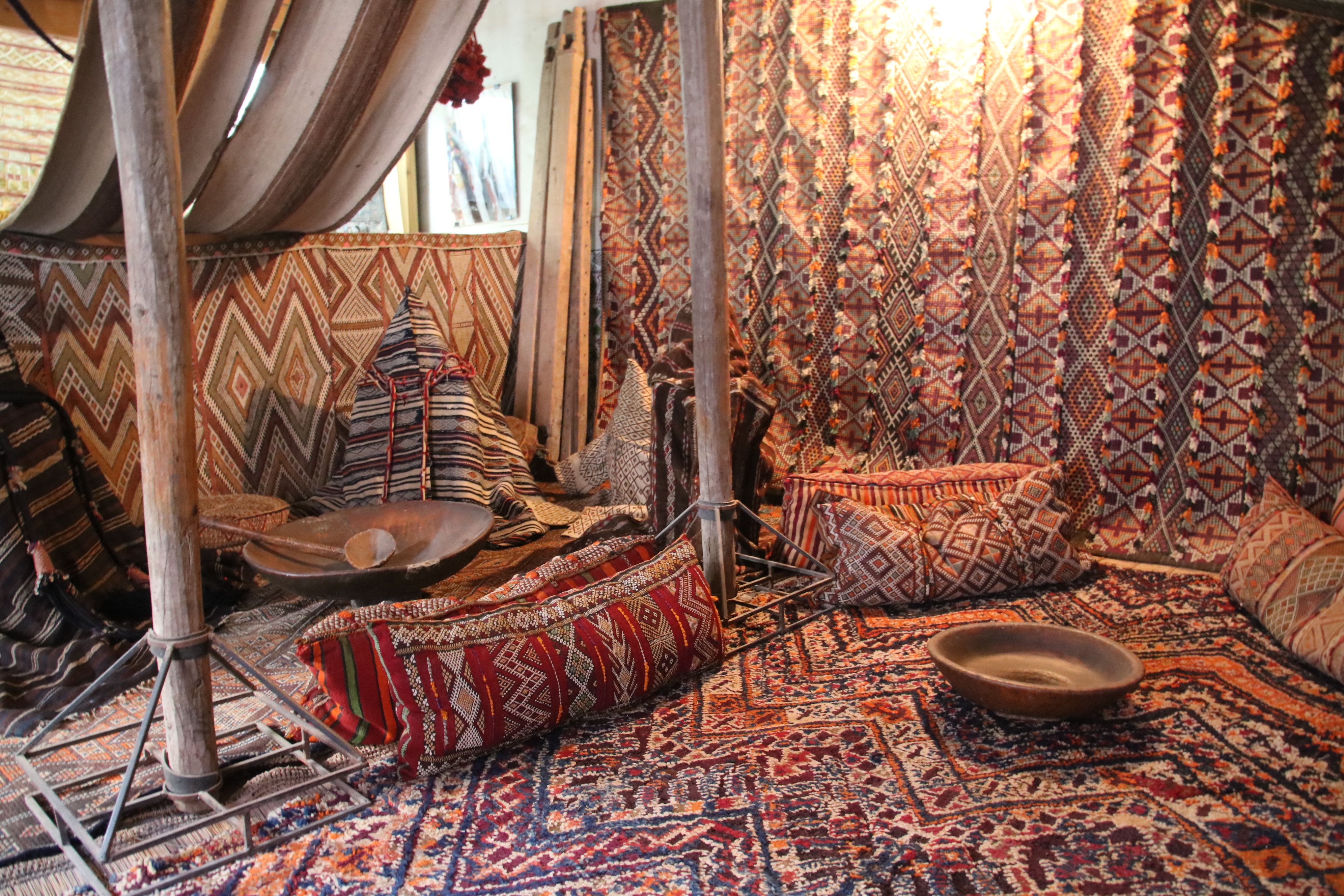
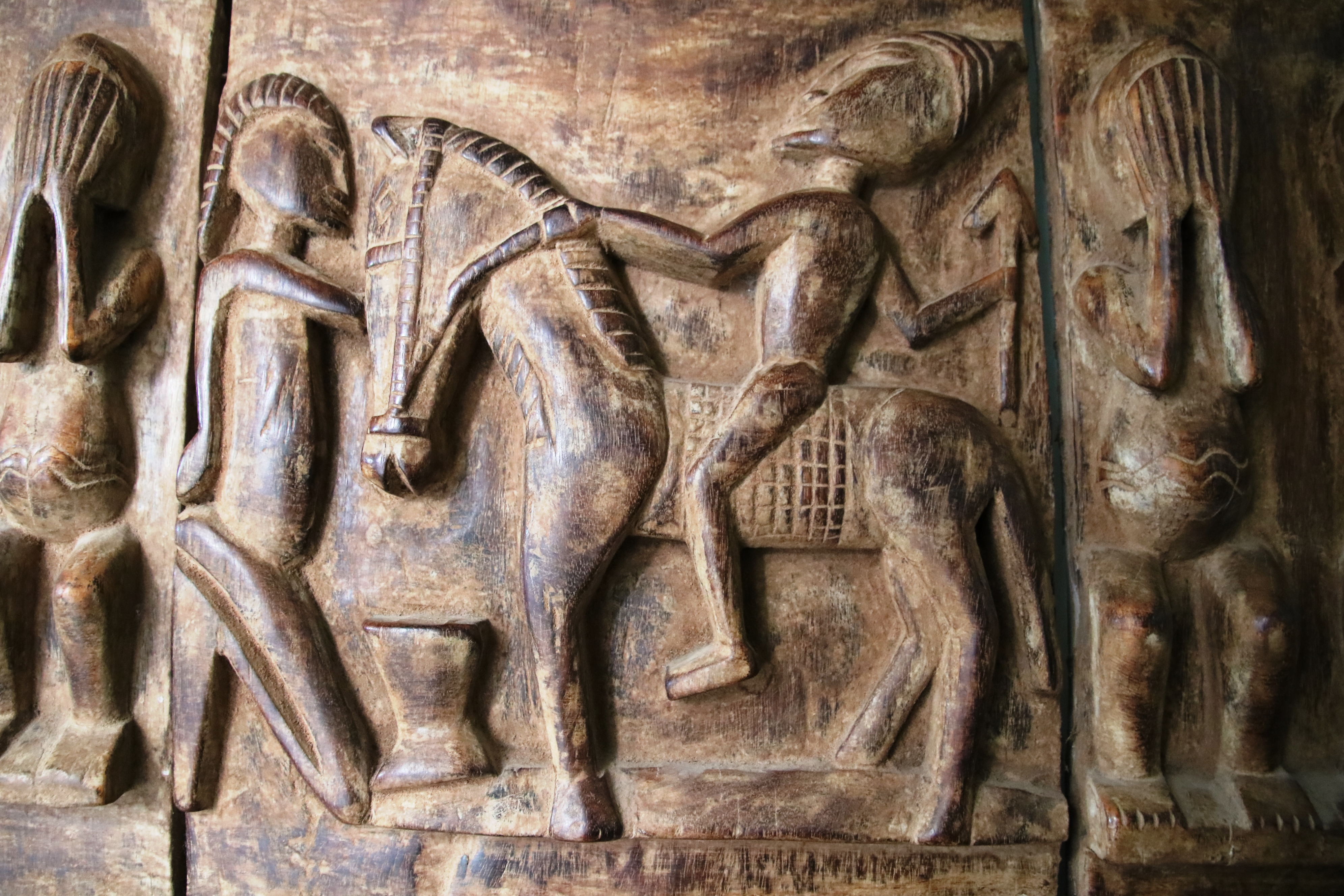
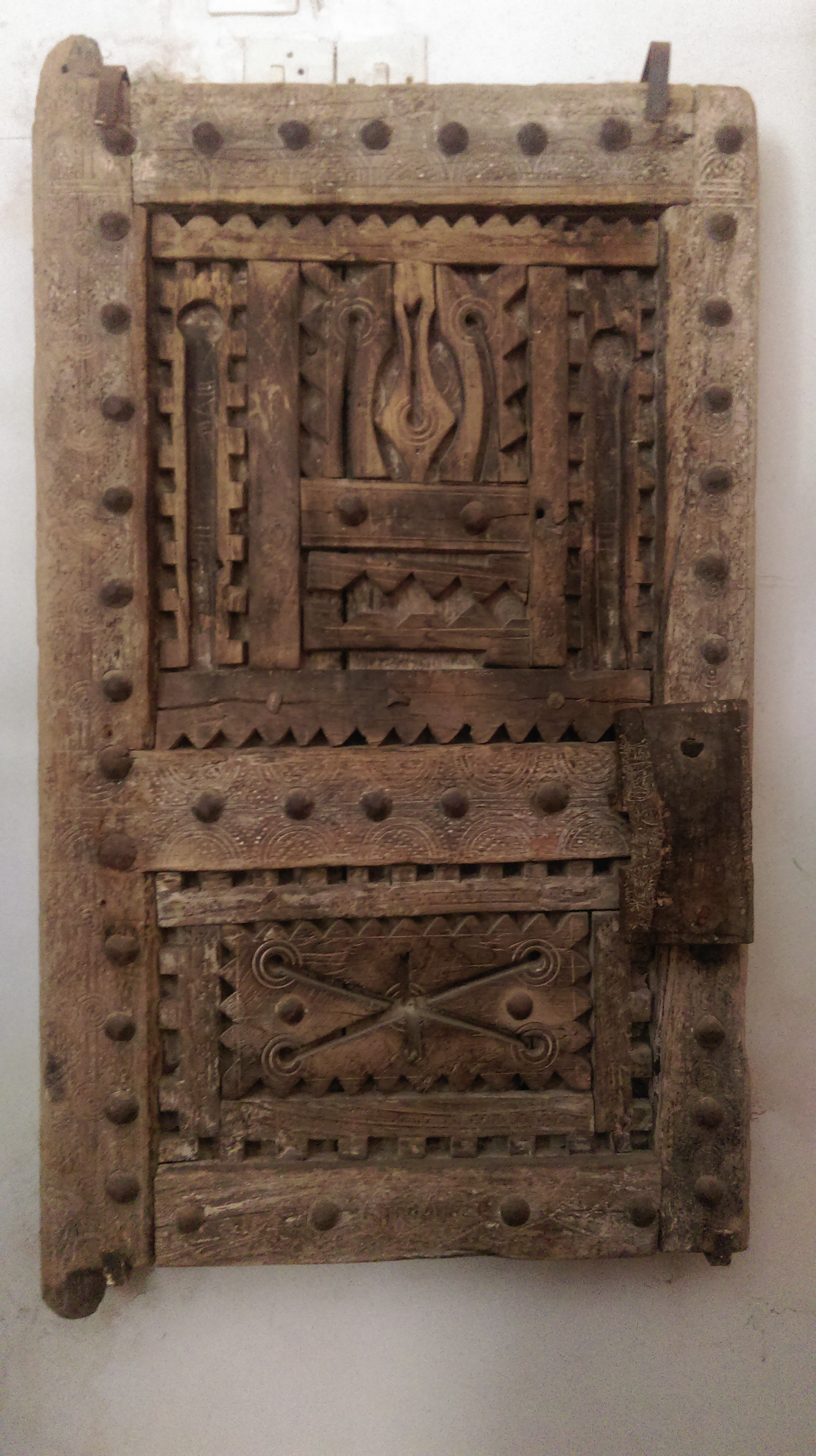
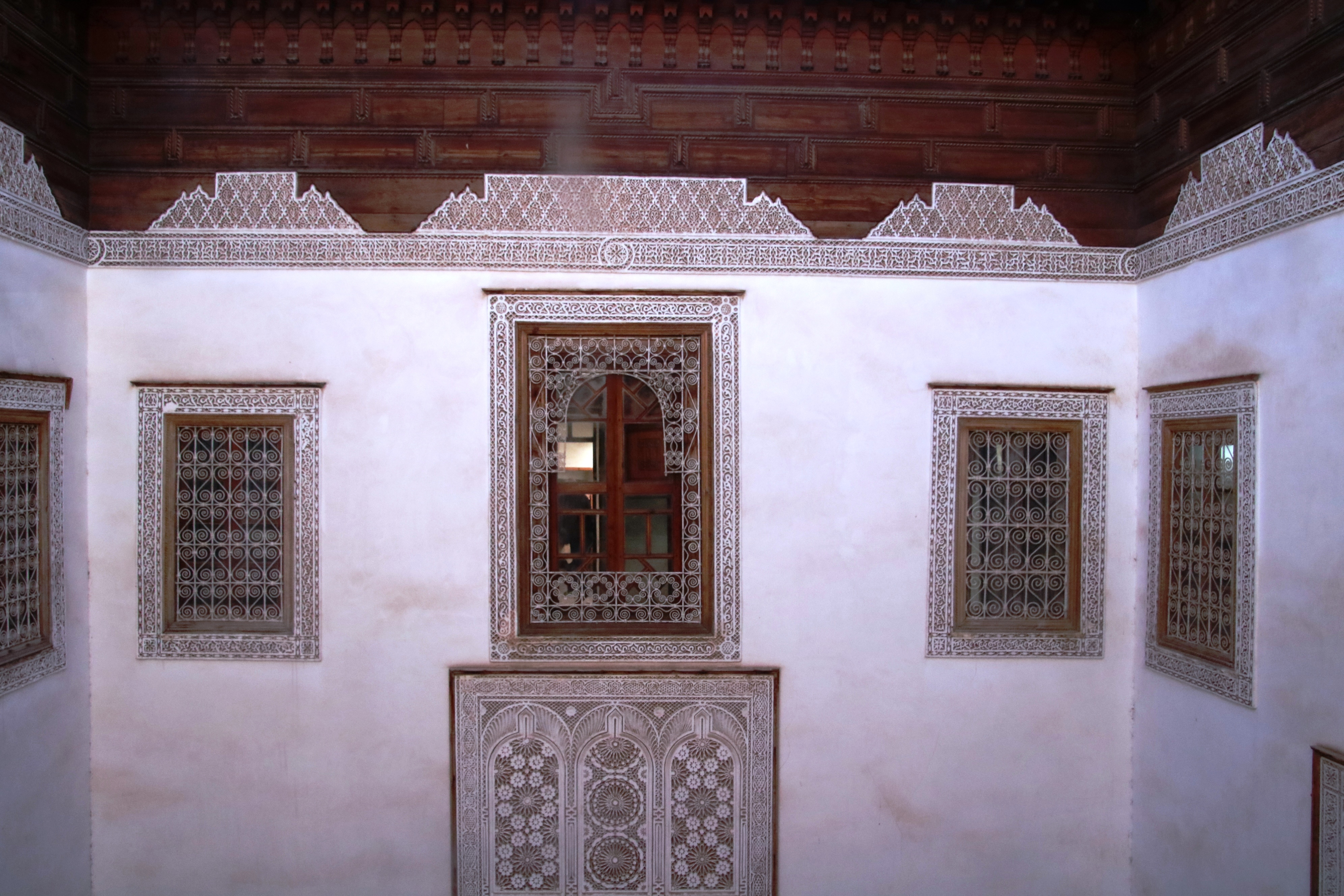
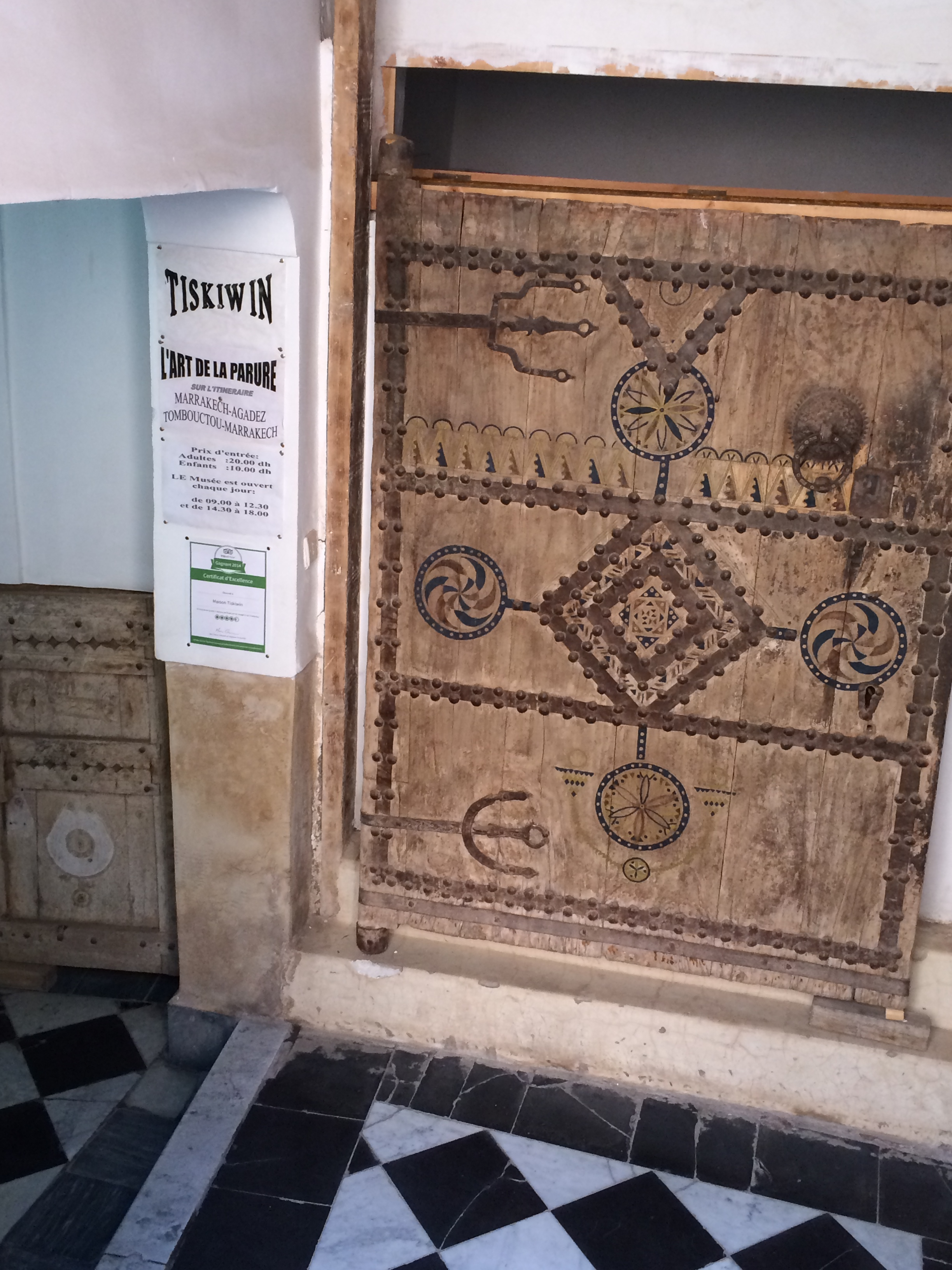